# Iglesia de Santa Eulalia (Palenzuela)
La iglesia de Santa Eulalia es un templo en ruinas de la localidad española de Palenzuela, en la provincia de Palencia.

## Descripción
La iglesia se halla en la localidad palentina de Palenzuela, en la comunidad autónoma de Castilla y León. Su erección tuvo lugar entre los siglos XIII y XV. Entre ella y el río Arlanza habría estado ubicada la judería de la localidad. Contó con un retablo obra de Hernando de la Nestosa que más tarde pasó a la iglesia de San Juan Bautista. Se encuentra en la actualidad en ruinas.
El 23 de julio de 1966 el recinto urbano de Palenzuela fue declarado conjunto histórico-artístico, mediante un decreto publicado el 18 de agosto de ese mismo año en el Boletín Oficial del Estado con la rúbrica del dictador Francisco Franco y del ministro de Educación y Ciencia Manuel Lora Tamayo. La iglesia de Santa Eulalia era mencionada de forma explícita en este texto.